# 尼崎電車区
尼崎列車区（あまがさきれっしゃく）は、兵庫県尼崎市にある西日本旅客鉄道（JR西日本）近畿統括本部の運転士及び車掌が所属する組織である。

## 乗務範囲
ＪＲ神戸線・ＪＲ京都線　西明石駅～京都駅（普通電車）
ＪＲ宝塚線　尼崎駅～新三田駅
ＪＲ東西線　尼崎駅～京橋駅

## 歴史
- 1997年（平成9年）3月8日：尼崎電車区が発足[1]。
- 2019年（平成31年）3月16日：尼崎列車区に改組。